# All-Ireland Senior Football Championship 1933
L'All-Ireland Senior Football Championship 1933 fu l'edizione numero 47 del principale torneo di calcio gaelico irlandese. Cavan batté in finale Galway ottenendo il primo trionfo della sua storia.

## Semifinali
| Mullingar 20 agosto 1933 | Galway | 0-08 – 1-04 | Dublino |  |

| Cavan 27 agosto 1933 | Cavan | 1-05 – 0-05 | Kerry |  |

### Finale
| Dublino 24 settembre 1933 | Cavan | 2-05 – 1-04 | Galway | Croke Park (45188 spett.) |